# Pad Olimpa
Pad Olimpa je američki akcioni triler iz 2013. godine, režiran od strane Antoana Fukue, napisan od strane Krejton Rotenbergera  i Katrin Benedikt. To je prvi deo u filmskom serijalu „Pad“. U filmu glume Džerard Batler, Aron Ekhart, Morgan Friman, Andžela Baset, Robert Forster, Kol Hauzer, Ešli Džad, Melisa Lio, Dilan Makdermot, Rada Mičel i Rik Jun. Radnja govori o napadu generala Severne Koreje na Belu kuću i fokusiran je na sramni pokušaj agenta američke tajne službe, Majka Beninga da spasi američkog predsednika, Bendžamina Ašera.
Film je objavljen 22. marta 2013. godine u SAD-u, od strane FilmDistrict-a. Zaradio je 170 miliona dolara, nasuprot produkcijskom budžetu od 70 miliona dolara. Film je izazvao podeljena mišljenja kritičara, koji su hvalili Fuku-ovu režiju i Batler-ov nastup, ali su kritikovali nasilje i scenario. „Pad Olimpa“ je bio jedan od dva filma objavljena 2013. koji su se bavili terorističkim napadom na Belu kuću: drugi je bio „Misija: Bela kuća“.
Nastavak, nazvan „Pad Londona“, objavljen je 4. Marta 2016. godine, gde su glavni glumci ponovo igrali svoje uloge. Još jedan nastavak, „Pad Anđela“, objavljen je 2019.

## Radnja filma
Bivši rendžer američke vojske, Majk Bening (Džerard Batler) je agent tajne službe kome je dodeljen zadatak da vodi računa o američkom predsedništvu, održavajući lični, prijateljski odnos sa predsednikom Bendžaminom Ašerom (Aron Ekhart), prvom damom Margaret (Ešli Džad) i njihovim sinom Konorom (Finli Džejkobsen). Tokom snežne božićne vožnje od kampa Dejvid do prikupljanja sredstava za kampanju, kola koja su prevozila predsedničku porodicu izgubila su kontrolu na zaleđenom mostu. Bening izvlači Ašera iz vozila, ali ne uspeva da spasi Margaret koja pada u smrt.
Osamnaest meseci kasnije, Bening radi u blagajni, uklonjen je sa zadatka da vodi računa o predsedniku. Tokom Ašerovog sastanka sa južnokorejskim premijerom Li Tae-Vuom (Keong Sim) u Beloj kući, Korejci za ujedinjenu slobodu (KUF), severnokorejska teroristička grupa koju predvodi Kang Jonsak (Rik Jun), pucaju u vazduh (iz AC-130 pušaka) i započinju napad za zauzimanje zgrade. Uz pomoć́ pojedinih članova obezbeđenja premijera, uključujući bivšeg privatnog ugovarača agenta Tajne službe Dejva Forbsa (Dilan Mek Dermot), oni drže Ašera i nekoliko visokih zvaničnika kao taoce u PEOC-u, gde je Li pogubljen na video snimku uživo. Pre nego što je ubijen, agent Roma (Kol Hauzer) upozorava direktorku tajne službe Lin Džejkobs (Andžela Baset) da je "Olimp pao". Bening se pridružuje braniocima Bele kuće tokom početnog napada KUF-a. Upada nazad u Belu kuću, onesposobljava unutrašnji nadzor i dobija pristup Ašerovom satelitskom ušnom telefonu koji koristi za održavanje kontakta sa Džejkobsom i predsjednikom Kuće Alanom Trumbulom (Morgan Friman), sada vršiocem dužnosti predsednika, u izveštajnoj sobi Pentagona .
Kang koristi Ašerov status taoca kako bi primorao Trumbula da povuče Sedmu flotu i američke snage sa Korejskog poluostrva, čime uklanja američku opoziciju severnokorejskoj invaziji na Južnu Koreju i nastoji da detonira američki nuklearni arsenal, pretvarajući Sjedinjene Države u ozračenu pustoš, kao osvetu za majčinu smrt. Da bi to učinio, potrebne su mu pristupne šifre Cerberusovom sistemu koje drže samo Ašer, ministarka odbrane Rut Mek Milan (Melisa Leo) i predsedavajući Zajedničkog šefa Admiral Žozef Hoenig (Džejms Ingersol), a svi su unutar PEOC-a. Ašer naređuje Mek Milanovoj i Hoenigu da otkriju svoje kodove kako bi im spasili život, siguran da neće odati sopstveni kod.
Ovlašćen da nastavi, Beningov prvi čin je spašavanje Konora, koga Kang planira da iskoristi da bi primorao Ašera da otkrije svoj Cerberus kod. Bening otkriva da se Konor sakrio u zidovima zgrade i sklanja ga na sigurno. Pri izviđanju Bening ubija nekoliko terorista, uključujući Forbsa. Nakon pokušaja da prevari Beninga, Forbs je izložen jer je znao Kangovo ime. Oni se bore, a Bening nadvladava Forbsa. Na pitanje zašto, Forbs kaže da je "izgubio put". Bening mu daje šansu da se iskupi koristeći radio da kaže Kangu da ima Beninga, što Forbes tada radi. Bening tada ubija Forbesa. U međuvremenu, načelnik Generalštaba vojske Edvard Kleg (Robert Forster) ubedjuje Trumbula da naredi vazdušni napad SEAL-a na Belu kuću. KUF otkriva napad i aktivira napredni protivavionski sistem Hidra 6. Bening savetuje Trumbula i Klega da prekinu misiju, ali novi sistem oružja uništava većinu napada, pre nego što ga Bening može zaustaviti. Kang se sveti pucanjem potpredsednika Čarlija Rodrigeza (Fil Ostin) u glavu, prenoseći to uživo preko njihovog video linka u prostoriji za obaveštavanje.
Nakon što je Bening onemogućio Kangove komunikacije, i dok je čekao helikopter koji je tražio, Kang potom pokušava da pogubi Mek Milana ispred Bele kuće pred medijima, ali Bening ga spašava u poslednji trenutak pre nego što Kang zapuca. Bening izvlači većinu Kangovih snaga, ali Kang beži i povlači se nazad u bunker. S padom KUF-a, Kang lažira njegovu i Ašerovu smrt žrtvujući nekoliko svojih komandira i preostalih talaca u vatrenoj eksploziji helikoptera, verovatno uzrokovanoj bombom podmetnutom na jednog od putnika. Bening vidi predviđa prevaru i nastavlja svoj put ka kontrolnom bunkeru gde je definitivno Kang. Nakon što je već dobio dva Cerberus koda, Kang na kraju razbije Ašerov kod koristeći grubu silu i aktivira sistem. Dok Kang i njegovi preostali ljudi iz KUF-a pokušavaju da pobegnu, Bening iz zasede ubija sve njih, osim Kanga. Ašer se pokušava osloboditi Kangovog stiska i biva pogođen u stomak. Bening se sukobljava i uključuje u borbu bez oružja sa Kangom, koji ubrzo dobija prednost. U sred pokušaja da  uguši Beninga do smrti, Ašer na trenutak odvrati pažnju Kangu, što omogućava Beningu da okrene stolove, slomi Kangu ruku i zatim ga udari u glavu kako je i obećao. Ašer otkriva da će se Cerberus aktivirati. Bening potrči u kontrolnu sobu, nazove sobu za informisanje i dobija šifru da onemogući Cerberus uz pomoć Trumbula i njegovog osoblja. Cerberus je deaktiviran sa samo tri sekunde.
Bening izlazi sa Ašerom , dočekan od strane vojnika koji su tamo postavljeni da čekaju njihov dolazak. Po završetku napada, Bening je imenovan da još jednom rukovodi predsednikovim bezbednosnim detaljima.

## Uloge
- Gerard Butler kao Majk Bening, bivši član 75-og Rendžerskog puka, a sada agent Tajne službe koji za zadatak ima čuvanje predsednika.
- Aron Ekhart kao predsednik SAD-a Bendžamin Ašer[4]
- Morgan Friman kao predsedavajući Bele Kuće Alan Trambl[5]
- Rik Jun kao Kang Jonsak, kao Severnokorejski ultranacionalistički mastermind prerušen u Južnokorejskog pomoćnika ministra[6]
- Andžela Baset kao direktor Tajne službe Lin Džejkobs[7]
- Robert Forster kao General vojske SAD-a Edvard Kleg[8]
- Kol Hauzer kao Agent Roma, glavni agent Tajne službe [9]
- Finli Džejkobsen kao Konor Ašer, sin Bendžamina i Margaret Ašer.
- Ešli Džad kao Prva dama SAD Margaret Ašer[8]
- Melisa Lio kao Sekretar odbrane SAD-a Rut Mek Milan[6]
- Dilan Mekdermot kao Dejv Forbs, bivši agent Tajne službe koji trenutno radi kao obezbeđenje premijera Južne Koreje [10]
- Rada Mičel kao Lia Bening, medicinska sestra i Majkova supruga[11]
- Šon O’brajan kao zamenik direktora  NSA Rej Monro
- Lens Brodvej kao Agent O'Nil, član predsednikove zaštite[12]
- Tori Kitls kao Agent Džouns, član predsednikove zaštite[13]
- Keong Sim kao Premijer Južne Koreje Li Tae-Vu
- Fil Ostin kao Potpredsednik SAD-a Čarli Rodrigez
- Džejms Ingersol kao Admiral mornarice SAD-a Žozef Hoenig, predsedavajući šefa osoblja
- Fredi Boš kao Agent Mark Diaz, Tajne službe.
- Kevin Mun kao Čo, Kangov pomoćnik
- Malana Lea kao Lim, Kangova pomoćnica, tehnički stručnjak grupe[14]
- Sem Medina kao Ju, Kangov pomoćnik
- Lorens O’donel kao on sam

## Nastavak
Džerard Batler, Morgan Friman, Aron Ekhart, Andžela Bašet i Rada Mičel se vraćaju u nastavku nazvanom Pad Londona koji se vrti oko velikog terorističkog napada na London tokom sahrane britanskog premijera. Početak produkcije je bio zakazan za Maj 2014, u Londonu, sa Krejton Rotenbergerom i Ketrin Benedikt iza scenarija. Međutim producent Antoan Fukua se nije vratio zbog svojih obaveza na filmu „Pravednik“.
1. Maja 2014 je objavljeno da je „Focus Features“ stekao prava distribucije nastavka i da će biti objavljen 2. Oktobra 2015, iako je kasnije ovo pomereno za 22. Januar 2016. Međutim, premijera filma je odložena do 4. Marta 2016. 18. Avgusta 2014. objavljeno je da će Fredrik Bond, režiser filma „Čarli Kantrimen“, preuzeti režiju od Fukue, ali je Bond napustio film 18. Septembra, samo šest nedelja pre početka snimanja. 28. Septembra 2014. je objavljeno da će Babak Nadžafi preuzeti ulogu režisera ovog nastavka.
10. Oktobra 2014. objavljeno je da će se Džeki Erl Hejli pridružiti Padu Londona kao zamenik načelnika Mejson. Snimanje ovog nastavka započeto je 24. Oktobra 2014. Film je objavljen 4. Marta 2016.

## Spoljašnje veze
- Oficijanlni veb-sajt
- Pad Olimpa na IMDb
- Pad Olimpa na AllMovie
- Pad Olimpa na TCM Movie Database
- Pad Olimpa na American Film Institute Catalog
- Pad Olimpa na Box Office Mojo
- Pad Olimpa na Rotten Tomatoes
- Pad Olimpa na Metacritic